# Appenzell (kanton)

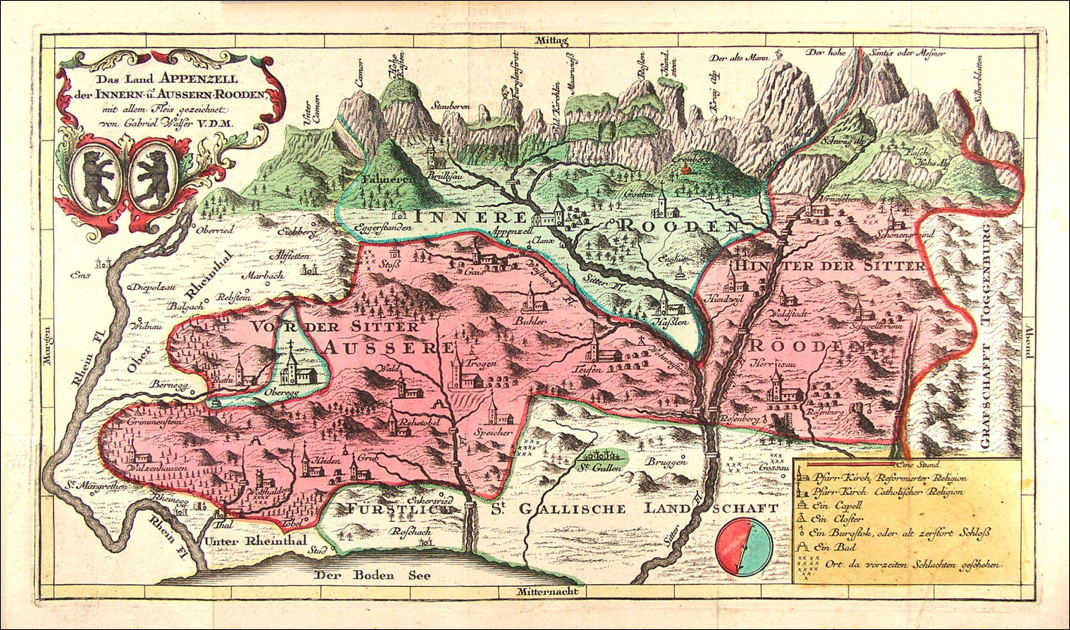
Mapa kantonu Appenzell z 1740 roku z zaznaczonym podziałem na półkantony Ausserrhoden (kolor czerwony) i Innerrhoden (zielony). Uwaga: mapa w orientacji południowej

Appenzell – historyczny kanton w północno-wschodniej Szwajcarii, obecnie podzielony na kantony Appenzell Ausserrhoden i Appenzell Innerrhoden. Stolicą kantonu był Appenzell.
Najstarsza wzmianka o regionie w postaci słów Abbatis Cella (z łac. „posiadłość opatów”) pochodzi z 1071 roku i odnosi się do faktu, że obszar ten znajdował się pod zwierzchnictwem opactwa Sankt Gallen. W 1377 roku Appenzell wstąpił do Ligi Szwabskiej, a w latach 1403–1411 toczył wojnę z opactwem (wojna Appenzellu). W jej wyniku uniezależnił się od niego i znalazł się pod ochroną Konfederacji Szwajcarskiej, do której przystąpił w 1513 roku.
W 1597 roku różnice religijne wewnątrz kantonu, powstałe w wyniku reformacji, doprowadziły do jego podziału na dwa półkantony – Appenzell Ausserrhoden z przeważającą ludnością protestancką i Appenzell Innerrhoden – katolicką. Kanton formalnie istniał do 1999 roku, kiedy to z konstytucji szwajcarskiej zniknęło pojęcie półkantonu, a zarówno Ausserrhoden i Innerrhoden stały się pełnoprawnymi kantonami, choć posiadającymi jedynie po pół siły głosu.